# Leyendas de Nicaragua
Las leyendas de Nicaragua, al igual que en todos los países, son un conjunto de relatos y tradiciones folclóricas de Nicaragua, ubicadas dentro del folclor narrativo popular, referidas a algún suceso maravilloso irreal, pero con huellas de realidad, donde se determinan temas heroicos, de la historia patria, de seres mitológicos, de almas en pena, de pactos con el diablo de seres sobrenaturales o sobre los orígenes de hechos o lugares, los cuales se considera que realmente sucedieron y en los cuales se cree. 
También se componen de historias o cuentos relacionados con lo histórico, magia, brujería o creencias indígenas. La mayoría de ellas, por lo general, se originan y se cuentan en los campos y pueblos, siendo éstas una de las creencias más relevantes y populares hasta nuestros tiempos; como lo son: la Mocuana de Sébaco; los Cadejos de Monimbó; el barco negro del Gran Lago; el Padre sin cabeza de León Viejo y León; La Carretanagua (Carreta Nagua o Carreta Nahua); La serpiente iracunda de Catedral; el punche de oro de Sutiaba; el espanto del cerro Roldán en Cosigüina; la Teodora Coyota en El Viejo; entre otras más.
También son recurrentes las leyendas sobre brujos que se transforman en espanto. Tienen un objetivo positivo, que, al igual que con otras leyendas de otras culturas, forman parte de la educación de la gente; otras están solamente para pasar un rato entretenido, un ejemplo son las historias de duendes.

## Leyendas
En esta categoría solamente están las que contienen historias de espantos, brujos, brujería o hechicería, fantasmas, venganza del más allá, etc. Alguno de estos, como se mencionó antes, se enfocan en mejorar la gente que le encanta la mala vida. Algunas de ellas son impresionantes, y son de mayor tradición.

### La Mocuana
La Mocuana es también otra leyenda de Nicaragua, que se cuentan en algunas regiones. Se dice que esta fue víctima del falso amorío de un español, a quien le había mostrado el oro que ocultaba el padre de esta en una cueva. Este,...

### La Taconuda
La Taconuda es una mujer joven de gran estatura (más de 7 metros), delgada, de cara seca, ojos hondos, labios pronunciados pintados y risueños, gustos refinados, pelo largo que le llega hasta la rodilla, usa zapatos de tacón altos y rectos, chalina negra, vestido blanco con un fajín de plata y hebilla cuadrada grande y un cintillo dorado en el pelo. Se dice que era hija de español criollo de apellido Sánchez, dueño de haciendas llamadas Corinto y Las Mercedes entre Managua y Masaya; su padre le heredó todas sus riquezas por ser su única

### El Padre sin cabeza
La leyenda del Padre sin cabeza se encuentra íntimamente ligada al asesinato de Fray Antonio de Valdivieso, Obispo de Nicaragua y Costa Rica, religioso dominico y uno de los defensores de los derechos de los indígenas durante la colonización española de América, quien fuese atacado a puñaladas el Miércoles de Ceniza (26 de febrero de 1550) en León de la provincia de Nicaragua, incluso la leyenda se trasladó hacia la actual ciudad de León. Sobre el asesinato de Fray Valdivieso existen dos versiones, los escritos de contemporáneos  dicen que fue apuñalado, y la otra, asesinado en el atrio de la Iglesia de un machetazo que le cercenó la cabeza, la cual rodó el lago y levantó una inmensa ola que sumergio en el agua a la ciudad.
Cuenta la historia que en el año 1550, alentados por su madre María de Peñalosa (hija de Pedrarias Dávila), los hermanos Hernando y Pedro, hijos del gobernador de Nicaragua Rodrigo de Contreras, planearon la muerte del obispo. 
Son señalados de ser ejecutores del hecho, Hernando de Contreras y el capitán Juan Bermejo, este último había sido expulsado del Perú luego de la muerte de Gonzalo Pizarro. Después de la muerte del religioso, el primero cometido contra un prelado en tierra firme, los asesinos se repartieron la Provincia de Nicaragua, su población indígena, los objetos de valor y las joyas episcopales del Obispo.
Tras este suceso funesto, los indígenas comenzaron a reportar la aparición de un bulto negro que se perdía en la oscuridad de la noche: la figura de un sacerdote con sotana y zapatos negros, sin cabeza, de su cuello cuelga un rosario y de su cintura prende un cordón del cual cuelga una campana que no deja de sonar mientras camina por las calles empedradas de la ciudad buscando su cabeza los jueves y viernes santos; mientras que en otra versión se afirma que no la ha perdido y que es una señal de arrepentimiento. Otros dicen que visita los templos de la ciudad buscando su iglesia y que cuando llega a una hace reverencias frente a la Puerta del Perdón.
Su muerte como primer obispo mártir en tierra firme tuvo un fuerte impacto en su época y comenzó desde ese mismo momento una leyenda que considera a la ciudad como lugar maldito, en justo castigo por esta muerte. Así lo cuenta Vázquez de Espinosa:
"«La ciudad desde que se fundó había ido en aumento y opulencia, y desde el gran sacrilegio que cometió el Contreras matando a su prelado, comenzó a sentir el castigo del cielo con grandes plagas y desastradas muertes: las mujeres no parían a luz sus hijos, y los que nacían, no se lograban; el volcán vecino dio grandes truenos y bramidos […] teniendo el Santísimo Sacramento sacado en medio de la plaza, pidiendo a Dios misericordia y que aplazase su justa ira, que para aplacarla dejarían aquel lugar maldito, donde tan gran homicidio y sacrilegio se había cometido, matando violentamente a su prelado y pastor»."
En este caso, la leyenda surgiría como una forma velada de recordar al sacerdote entre el pueblo llano. Su fantasma se levantaría en la oscuridad reclamando por una justicia que no le ha sido dada todavía. La eterna presencia de la aterradora imagen del padre sin cabeza es tal vez el testimonio lejano del aborigen y el eco remoto de aquellas voces expresando el terror vivido con la muerte de uno de sus primeros defensores, considerado sin duda como la cabeza de un pueblo completamente desmembrado. Parece que la comunidad aborigen que por tanto tiempo permaneció acéfala, desarticulada, trastornada y sin esperanza, guardó horrorizada el recuerdo de un verdadero guía en toda su dimensión y creó el mito del padre sin cabeza a partir de la analogía basada en su propia visión de la realidad. Con la imagen del alma en pena del Obispo Valdivieso que dio la vida por sus siervos, se ilustra la tragedia de un pueblo que pierde a un caudillo que es en fin de cuentas como un cuerpo privado de la cabeza. Es decir, que un pueblo sin guía es como un cuerpo acéfalo que camina sin rumbo cierto por los caminos de la vida.
En el "Museo de Leyendas y Tradiciones" Coronel Joaquín de Arrechavala" de la ciudad de León se exhibe una representación artística (estatua) del Padre sin cabeza.

### El espanto del cerro Roldán
La finca San Cayetano ubicada en el cerro Roldán (departamento de Chinandega) es conocida por la leyenda "El espanto del Roldán". 
Se cuenta que hace muchos años, siendo jueves santo, un hombre que vivía en dicha hacienda, subió hasta lo más alto del cerro en búsqueda de unas reses. Sin embargo, nunca volvió y a partir de ahí, se comenzaron a escuchar lamentos provenientes del cerro, principalmente en los días de la Semana Santa. Muchos afirman, que es el alma en pena del campisto suplicando a Dios lo deje entrar al cielo. Otros dicen que se trata de un ánima que únicamente quiere espantar a las personas que no guardan los "días grandes" de la Semana Santa, el jueves y Viernes Santo. Por ello, se sugiere que si es jueves santo y el reloj marca la 01:00 de la tarde, lo mejor es no salir de casa; puesto que, en la lejanía del bosque se escucha un grito terrorífico que a los hombres les hace poner los cabellos de punta y a las mujeres, correr de inmediato a abrazar a sus hijos pequeños. Las personas creyentes dicen que para ahuyentar a este espanto, hay que encomendarse a la Santísima Trinidad.
Desde 2010, es posible hacer un recorrido turístico hacia la cumbre del cerro Roldán, en su mirador se tiene una vista panorámica del golfo de Fonseca y del estero e isla de Aserradores, lugar que fue usado a finales del siglo XIX como lazareto durante la administración de José Santos Zelaya.

### El barco negro del gran Lago
El Barco Negro, es una leyenda sobre un barco velero que en el siglo XVI navegaba en el lago Cocibolca con mercancías desde Granada hacia San Carlos. El barco y su tripulación están bajo una maldición por la cual navegan perdidos, sin ver tierra nunca. El barco, ya negro y con las jarcias y velas podridas por el tiempo, se le aparece a lancheros pescadores, y la tripulación pregunta "¿dónde está Granada o San Carlos?". Los pescadores se santiguan y sin dar respuesta, viran rumbo con sus lanchas alejándose del barco maldito para no correr la misma suerte que su tripulación.
El investigador folclórico Francisco Pérez Estrada recopiló la versión más difundida:
"Cuentan que hace mucho tiempo, ¡tiempales hace! Cruzaba un lancha de Granada a San Carlos y cuando viraba cerca de la isla Redonda le hicieron seña con una sabana. Cuando los de la lancha bajaron a tierra solo ayes oyeron. Las dos familias que vivían en la isla, desde los viejos hasta las criaturas se estaban muriendo envenenadas. Sin saberlo, todos habían comido de una vaca muerta a causa de la mordida de una toboba."
"–¡Llévennos a Granada! –les dijeron. Y el Capitán preguntó:– ¿quién paga el viaje?
–No tenemos centavos –dijeron los envenenados,– pero pagamos con leña, pagamos con plátanos.
–¿Quién corta la leña? ¿quién corta los plátanos? –dijeron los marineros.
–Llevo un viaje de chanchos a Los Chiles y si me entretengo se me mueren sofocados –dijo el capitán.
–Pero nosotros somos gente –dijeron los moribundos.
–También nosotros –contestaron los lancheros;– con esto nos ganamos la vida.
–¡Por Diosito! –grito el más viejo de la isla;– ¿no ven que si nos dejan nos dan a la muerte?
–Tenemos compromiso –dijo el Capitán.
Y se volvió con los marineros y ni porque estaban retorciéndose, tuvieron lastima. Ahí los dejaron. 
Pero la abuela se levantó del tapesco y a como le dio voz les echó la maldición:
–¡A como se les cerró el corazón se les cierre el lago!.
La lancha se fue. Cogió altura buscando San Carlos y desde entonces perdió tierra. Eso cuentan. Ya no vieron nunca tierra. Ni los cerros ven, ni las estrellas. 
Tienen años, dicen que tienen siglos de andar perdidos. 
Ya el barco está negro, ya tiene las velas podridas y las jarcias rotas. 
Mucha gente del Lago los han visto. Se topan en las aguas altas con el barco negro y los marineros barbudos y andrajosos les gritan:
-¿Dónde queda San Jorge? ¿Dónde queda Granada?... 
Pero el viento se los lleva y no ven tierra. Están malditos."
El poeta Pablo Antonio Cuadra dio a conocer otra versión contada por Juan de Dios Mora, viejo marino del lago:
"En vez de un barco, son «tres barcos negros» los que navegan juntos, perdidos y malditos sin ver nunca tierra, hasta el fin del mundo. Y la causa de la maldición fue que se hicieron a la vela un Viernes Santo en la isla de Ometepe."
También, su poema "El Barco Negro" esta en su libro "Cantos de Cifar y del Mar Dulce".

### La Llorona
La leyenda de La Llorona también se cuenta en Nicaragua; de este personaje se cuentan varias versiones. 
Una y la más famosas es está, una mujer indígena que estaba casada con un español, teniendo así dos hijos una niña y un niño.
Un día se enteró de que fue traicionada por una mujer "mas hermosa", ella desquito su enojo con sus dos hijos llevándolos al río, ahí los ahogo, pero después de un tiempo se arrepintió y terminó ahogándose así misma. Por eso ella vaga por las noches en las calles en busca de sus hijos gritando el famoso "¡Ay mis hijos!".
Hay otra versión que cuenta que, asimilándose con la variante mexicana, fue una mujer indígena que se había enamorado de un español, el cual la había abandonado al estar embarazada. Este se fue a España dejándola destrozada. Entonces, dolida y enojada, cuando nació el niño, decidió tirarlo a un río. Pero pronto comenzó a escuchar la voz de su hijo diciendo "¡Ay madre!" varias veces hasta enloquecerla y condendandola a vagar por la eternidad llorando arrepentida por su pecado.

### La Mona
La Mona es una bruja que, a través de brujería, puede transformarse en una mona con el fin de vengarse del daño que recibió, o bien, en general, utiliza la estrategia de convertirse en este animal para robarse las cosas de los hogares.hace un ritual, para transformarse en una mona y así lograr sus cometidos. Dicen que al golpearla mientras está convertida en mona,al día siguiente la persona que práctica el ritual amanece enferma. Y si el que la dejó así va a visitarla, la mona fallece de vergüenza.
También conocida como La Mona o Mico Brujo, esta leyenda tiene origen en las sociedades mesoamericanas precolombinas. Según el folklore, las monas eran brujas que mediante rituales se quitaban la piel y les crecía el pelo, transformándose en un mono de aspecto monstruoso de gran tamaño .
Las monas brujas corrían a gran velocidad por las noches, de árbol en árbol, para hacer daño a la gente de los pueblos por sorpresa. Durante sus ataques, hacían un ruido espantoso y escalofriante que helaba la sangre de sus víctimas y las paralizaba o las dejaba sin habla por el resto de sus vidas.

### Los Cadejos
El Cadejo, en la narrativa folclórica mesoamericana, es un perro espectral, de gran tamaño, ojos rojos, enorme y que arrastra cadenas; el cual suele cuidar o atormentar a los seres humanos, siendo su leyenda muy conocida en zonas rurales y también urbanas de México y Centroamérica. En Centroamérica, se tiene la creencia que existen dos cadejos, uno blanco y uno negro. El primero es blanco y es de carácter benigno, el cual suele proteger a la gente del peligro que puede a ver en las noches; y el segundo es de color negro, quien es un espíritu maligno que se encarga de perseguir, acosar y matar a las personas. En general, estos cadejos suelen aparecerse a los borrachos tunantes. Se dice que ambos cadejos son enemigos, que, al encontrarse ambos frente a frente, entablan una fiera lucha sangrienta. 
En Nicaragua, en tanto, se afirma que son varios cadejos. La creencia nicaragüense afirma que al Cadejo Blanco no hay que hacerle daño, de lo contrario este se defenderá haciéndose más grande, o comportándose como el Cadejo Negro, para luego matarla brutalmente. Por otro lado, está el Cadejo Negro, el cual ataca a cualquiera que se cruce, este se les abalanza, los golpea y los derriba, aunque jamás los muerde; dejándolos en un estado de idiotez, además de que también ocasiona fiebre a la víctima hasta que finalmente muere. A menudo la lucha de ambos cadejos, el blanco y el negro, es vista como la «lucha entre bien y el mal».

### La Cegua
La Cegua es una de las leyendas más populares en Nicaragua, es el personaje con mayor tradición y también es conocida como Segua o Tzegua, o hasta Ceguanaba. Según la leyenda, es un espanto demoníaco que se le aparece únicamente a los hombres mujeriegos o infieles bajo la forma de una hermosa mujer y de cuerpo voluptuoso, cubierta con un camisón o vestido negro y, según otras versiones, un delicado velo. Suele aparecerse a los jinetes (obviamente si son mujeriegos), a quienes le pediría que la lleven y la suban a su caballo, para luego, después de un rato de cabalgata, transformarse en un monstruo con cabeza y patas de caballo. 
En Nicaragua, por su parte, se cree que cualquier mujer puede ser una cegua a través de brujería y así lograr un objetivo de venganza hacia los hombres mujeriegos y trasnochadores. Cuando el trasnochador no es precavido, la Cegua primero lo emboscaría, jugando con él, para luego morderle la mejilla y marcarlo como un infiel. Pero no lo mata, dejando que su víctima huya despavorida mientras queda asustado y embobado (o hasta enloquecido). Cuando son encontrados por alguien, se les notan los ojos sobresaltados; si antes eran fuertes y trabajadores, quedan inútiles para toda la vida. De ahí surge el dicho popular "anda jugado de Cegua", que también se utiliza para referirse a la gente tonta. 
Hay otras versiones que dicen que la Cegua también es vista en los ríos, dando la espalda para luego, al acercarse su víctima, voltearse y mostrar una cabeza descarnada de caballo. Otras versiones, figuran al espanto como una hermosa muchacha que, al acercarse el hombre, se torna en una vieja horrenda.
El término «cegua» o «tzegua» es de uso predominante para referirse a esta criatura fantasmagórica en Nicaragua, mientras que en otros países de Hispanoamérica es llamada con otros nombres (como Xtabay o Macihuatli en México, Siguanaba en Guatemala y El Salvador y Sucia en Belice y Honduras), con ligeras variaciones de la leyenda.